# Killingö
Killingö är en halvö i Finland.   Den ligger i landskapet Nyland, i den södra delen av landet, 50 km öster om huvudstaden Helsingfors. Killingö ligger på ön Kråkö.